# Banda sonora
El término banda sonora hace referencia a la parte sonora de una proyección audiovisual, ya esté compuesta por diálogos, sonidos ambientales, música y cualquier otro tipo de sonido, sea real o sintético. Suele asimilarse con la música en el teatro de películas (el cine), pero también puede utilizarse en cualquier otro producto audiovisual, como los videojuegos, los programas de televisión y los productos derivados.
Habitualmente se define como toda aquella música, tanto vocal como instrumental, que se emite conjuntamente con la película cinematográfica. Si bien en un principio se puede considerar como la música compuesta expresamente para una película, incluso en la época del cine mudo, lo cierto es que la banda sonora propiamente dicha nace con la aparición del cine sonoro. 
Los dos sistemas iniciales fueron el Vitaphone, creado por las compañías Bell Telephone y Western Electric en 1927, y más tarde el Sistema Photophone, creado por las compañías RCA y General Electric, en 1928.
La banda sonora de una película, en su sentido físico, puede ser de dos tipos: magnética u óptica. En el primer caso, una o varias bandas de grabación magnética discurren por los bordes de la tira de película. Al ser leídas estas líneas por un aparato en sincronía con la proyección, se generan los sonidos de manera similar a como lo haría un lector de casetes.
En el caso de las bandas sonoras ópticas, se trata de zonas de oscuridad y luz en uno o dos lados de la cinta de la película. Las distintas intensidades de luz, se convierten luego en impulsos eléctricos creando el conjunto de la banda sonora.
También se utilizan los sistemas de sonido digital, que actualmente comienzan a ser comunes en las proyecciones cinematográficas y que responden a los estándares de proyección digital 1080p, 2K, UHD, 4K y 8K, ya en vigor.

## Estructura
Una banda sonora, por lo general, suele tener la siguiente estructura:
- Tema de entrada/inicio/cabecera: Suele ser el tema o canción que da comienzo a la película o serie para la que ha sido compuesta. Opening o Main Title, en inglés.
- Tema principal: Suele ser un tema que se identifica con el personaje o personajes principales o con la acción predominante en la película. Puede tener reminiscencias del tema de entrada o también puede ser un tema diferente.
- Tema de salida/cierre/final: Suele ser el tema o canción que suena junto con los créditos finales de la película o serie para la que ha sido compuesta.
- Leitmotiv: Recurso empleado para simbolizar una emoción, un objeto, un personaje o protagonista. Puede coincidir con el tema principal (James Bond).
- Música de fondo o incidental: Conjunto de temas que se adaptan a la acción (cine de terror).

## Funciones de la banda sonora
La banda sonora forma parte integral del mensaje audiovisual y sirve generalmente para:
- Remarcar las acciones.
- Transmitir información.
- Aumentar la sensación de realidad.
- Ayudar a transmitir emociones.

## Sonido directo y sonido grabado
La banda sonora puede recoger dos tipos de sonido por su origen: 
El sonido directo es aquel que es tomado durante la grabación de las imágenes y de forma conjunta con estas. 
Este tipo de sonido se utiliza fundamentalmente en las grabaciones no profesionales, en los documentales y en los proyectos de vídeo experimental, artístico y doméstico. El propio hecho de que la grabación de sonido se efectúa sobre la grabación original de vídeo hace que durante el montaje el sonido aparezca fragmentado.
El sonido grabado puede ser de tres tipos: grabado con anterioridad, durante o después de la grabación de las imágenes.
En cualquier de los tres casos estos sonidos son integrados en el montaje final durante la fase de postproducción. Esto incluye la grabación en estudio o doblaje de los diálogos de los personajes, que pueden realizar los mismos actores que interpretan los distintos papeles o bien actores especializados en doblaje, sobre todo cuando los diálogos se traducen a otros idiomas. 
Se incluyen en este tipo los sonidos de los efectos especiales, que sirven para remarcar y ambientar las acciones que se muestran en las imágenes. Este tipo de sonidos es el modo más habitual de realización de audio en una producción audiovisual.
El sonido grabado incluye también la música de acompañamiento y la música cinematográfica, compuesta expresamente para una película, que es aquella que suele asimilarse con la banda sonora original (BSO).

## Sonido diegético y sonido extradiegético
Otra forma de clasificación del sonido está ligada a la función que este tiene en el contexto del mensaje audiovisual.  
Suele denominarse sonido diegético a todo aquel sonido que forma parte de la historia narrada o de la narración en sí. De este modo, si uno de los personajes está tocando algún instrumento musical, o reproduce un disco compacto, el sonido resultante es diegético. 
Por el contrario, si el sonido o la música de fondo no es escuchado por los personajes, se denomina sonido extradiegético o sonido no diegético. Los temas compuestos como arreglo de una película (generalmente llamados «banda sonora») son extradiegéticos o no diegéticos. También lo son la música ambiental, que sirve para realzar una escena, o los efectos especiales de tensión o de tipo psicológico que pueden aparecer en determinadas escenas.

## Etapas en el desarrollo de la banda sonora

### Desde 1895 hasta 1927
Los primeros intentos de incorporar la banda sonora a las películas se basaban en el funcionamiento a la par, con los problemas consiguientes, del proyector y un fonógrafo. En realidad, en muchas de las mejores salas de proyección ya existía el "acompañamiento musical", normalmente proporcionado por un piano o pianola. También se presentaban las películas o se narraban por alguien del propio local cinematográfico o por alguno de los actores o realizadores, en las proyecciones más destacadas. Si alguna cinta perdía interés por parte del público, se le animaba en ocasiones con números musicales o actuaciones de toda índole, antes, durante o después de la proyección.
En 1896, a menos de un año de la presentación del aparato mudo, Edison patentó ya su quinetófono, que combinaba la mecánica fílmica con la fonográfica. Desde los primeros momentos, como se relata anteriormente, la música era interpretada en directo ante la pantalla. Personas especializadas, entre ellas «el explicador», contaban lo que sucedía y mediante artilugios hacían los ruidos, viento, tempestades, trinos de pájaros y otros, que eran utilizados para una mejor comprensión del lenguaje de las imágenes mudas. El sonido aumenta la impresión de realidad. Dota al filme de continuidad sonora. Es un mecanismo para conseguir unidad.

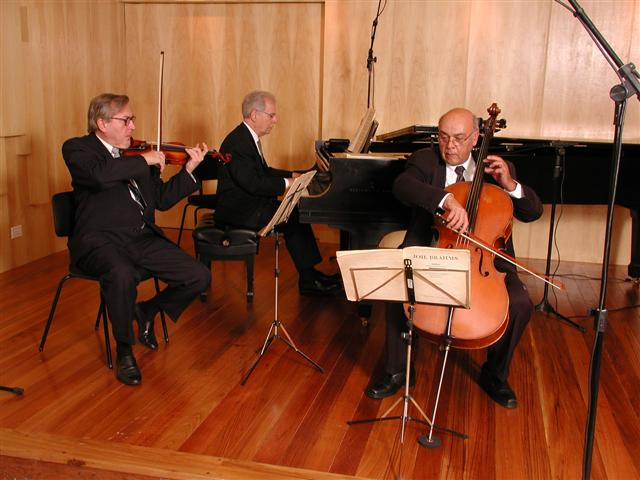
Grabación de música.

Otro avance significativo se dio con la creación del cronófono, con el que se consiguió una mejor sincronía entre las canciones que reproducía el fonógrafo y las imágenes, aunque aún tenía fallos muy apreciables en el sonido hablado. El sistema encarecía notablemente la producción cinematográfica y la guerra de 1914 paró casi totalmente su utilización.

### Desde 1927 hasta nuestros días
Tras los primeros intentos de creación de un sistema de sonido sincronizado, básicamente el sistema Vitaphone de la Warner Bros, en 1927, y hasta la aparición del Sistema Photophone, que utiliza una banda sonora óptica, en 1928, se suceden los primeros intentos de crear una BSO ligada a la proyección cinematográfica.
Desde entonces se pueden marcar tres etapas sucesivas en la evolución estilística de la BSO:

#### Sinfonismo clásico (1930-1950)
Está caracterizada por el desarrollo de piezas largas, concebidas para la película, carácter descriptivo o épico. También aparecen temas singulares.
La música en el cine comienza realmente con la obra de aquellos europeos exiliados que llegan a Estados Unidos buscando trabajo, y lo consiguen en el naciente cine sonoro. Korngold, Steiner, Waxman, Tiomkin, Rózsa son nombres recordados en la historia del cine. ¿Qué sería de Robin Hood sin las fanfarrias de Korngold, o Scarlett O'Hara sin Steiner? De hecho, fue este último quien, siendo discípulo de Gustav Mahler en Viena, decidió transformar King Kong en una obra musical instrumental. Esta decisión, en conjunto con el productor, transformó la historia del cine, pues desde allí las BSO fueron de extrema importancia.

#### El tema principal (1951-1971)
Un tema domina toda la película, repitiéndose varias veces durante el metraje.
Aparecen temas externos no creados para la película, pero que se integran en ella de manera significativa, dándole un nuevo carácter: La música del folcklore estadounidense, o de cualquier otro país. el jazz o el rock and roll comienzan a aparecer en el metraje de las películas como efecto de la naciente industria discográfica, los discos en LP o en sencillo, que dan nacimiento a un nuevo producto de consumo.
En esta época comienzan a aparecer grandes cantantes e intérpretes musicales que pasan a ser estrellas cinematográficas, como  Bing Crosby, Frank Sinatra, Elvis Presley, Louis Amstrong y otros, que protagonizan muchas de las películas de Hollywood y que en muchos casos editan discos con las canciones que interpretan. En esta época existe una gran sintonía entre la industria musical y la industria del cine. 
A pesar de la aparición de esta tendencia en la música para cine, la mayoría de las películas no dejaron de tener bandas sonoras de tipo clásico. Así se puede ver una cierta continuidad con la etapa del sinfonismo clásico en compositores que trabajaron a lo largo de estos años. Es el caso de Leonard Bernstein, David Raksin y sobre todo Bernard Herrmann, probablemente el gran genio de la música cinematográfica.

#### Nuevo sinfonismo (1972-2024)
Vuelta al sinfonismo clásico, con mezcla de contenidos.
En los últimos 30 años algunos compositores de renombre le han dado nuevas valoraciones por parte del público a las bandas sonoras. Ejemplos de esto son John Williams, Jerry Goldsmith, Joe Hisaishi, Hans Zimmer, James Newton Howard, Danny Elfman, Basil Poledouris, James Horner, Vangelis, Nicola Piovani, o Ennio Morricone.
Algunos discos aún siguen vendiéndose por millones, como El rey Escorpión y la canción de I Stand Alone de Godsmack, Chariots of Fire y Blade Runner de Vangelis o La pantera rosa de Henry Mancini.

## Grandes compositores de BSO
| Grandes compositores de todos los tiempos: John Williams «Tiburón», «Star Wars», «Superman: The Movie», «Harry Potter», «Indiana Jones», «La lista de Schindler»,«E.T., el extraterrestre», «Parque Jurásico». Vangelis «Blade Runner», «Chariots of Fire», «1492: la conquista del paraíso». Hans Zimmer «El rey león», «Gladiator», «Piratas del Caribe», «Inception», «The Dark Knight», «Madagascar (película)», «Dune» Joe Hisaishi «El viaje de Chihiro», «La princesa Mononoke», «Nausicaä del Valle del Viento», «Howl no Ugoku Shiro», «Kids Return». Nino Rota «El padrino», «Romeo y Julieta», «La dolce vita». Danny Elfman «Beetlejuice», «Edward Scissorhands», «The Nightmare Before Christmas», «Sleepy Hollow», «Corpse Bride», «Batman» de Tim Burton. Jerry Goldsmith «Mulan», «Alien: el octavo pasajero», «The Secret of NIMH», «Rambo», «Basic Instinct», «Congo», «Gremlins» o «Total Recall». Alan Silvestri «Regreso al Futuro», «¿Quién engañó a Roger Rabbit?», «Forrest Gump». Howard Shore El señor de los anillos, «El aviador» o «The Departed». James Horner «Avatar», «A Beautiful Mind», «Braveheart», «Titanic», «Apolo 13», «Aliens». Elliot Goldenthal «Alien 3», «Entrevista con el vampiro», «Heat», «Esfera», «Final Fantasy: The Spirits Within», «Batman y Robin» de «Joel Schumacher», y «Frida». Trevor Jones «The Last of the Mohicans», «Notting Hill», «Dark City», «From Hell», «En el nombre del padre». James Newton Howard Nominado en 7 ocasiones a los Óscars, autor de «El príncipe de las mareas», «Defiance», «Michael Clayton», «The Village», «El fugitivo», y el «Batman» de Christopher Nolan (junto a Hans Zimmer). Randy Newman « Toy Story», «A Bug's Life», «Monsters, Inc.», «Cars», «The Princess and the Frog». Ganador del Oscar por If I Didn't Have You («Monsters, Inc.») y We Belong Together («Toy Story 3»). Ennio Morricone «Il buono, il brutto, il cattivo», «La misión», «Cinema Paradiso», «Érase una vez en América», «Orca, la ballena asesina», «The Thing». | Otros compositores quizá algo menos conocidos por componer también para sectores como la televisión, los videojuegos o la animación, pueden ser: Graeme Revell Autor de una ingente cantidad de obras tanto para el cine («Calma total», «El cuervo», «Días extraños», «Sin City», «Pitch Black», «Planeta rojo», «Daredevil», «The Insider»... hasta un total de 84 filmes) como la televisión («CSI: Miami», «Sin identificar», «Dune») y videojuegos como «Call of Duty». Michael Giacchino Premiado con el Óscar, Globo de Oro y Grammy por «Up», autor de «Super 8» y «Los Increíbles» y bandas sonoras para series de televisión como «Alias» o «Perdidos». También es el autor de la galardonada banda sonora del videojuego «Medal of Honor». Steve Jablonsky para el cine «La isla», «Transformers», la televisión («Mujeres desesperadas») y videojuegos como «Prince of Persia: Las Arenas Olvidadas» y «Gears of War 2». John Powell Sobre todo en películas de animación como «Río» (2011), «Cómo entrenar a tu dragón» (2010), «Kung Fu Panda» (2008, junto a Hans Zimmer), «Shrek» (2001), «The Road to El Dorado» (2000), «Antz» (Hormigaz, 1998)... Nominado al Óscar por «Cómo entrenar a tu dragón» y ganador de varios Premios Annie (los Óscars de la animación) y ASCAP entre otros. Kōji Kondō Uno de los más reconocidos compositores en el campo de los videojuegos. Creador de bandas sonoras para las franquicias de Nintendo «The Legend of Zelda» y «Mario». Jun Senoue Otro de los más reconocidos compositores en el campo de los videojuegos. Creador de bandas sonoras para las franquicias de SEGA «Sonic The Hedgehog» Akira Yamaoka Otro de los compositores más reconocidos en el mundo del videojuegos. Creador de bandas sonoras de varios Konami pero su saga más popular es la de la franquicia «Silent Hill» Otros autores destacados son: John Barry «Out of Africa», «Dances with Wolves», «Chaplin». Klaus Badelt «Pirates of the Caribbean: The Curse of the Black Pearl». Clint Mansell «Réquiem por un sueño», «Doom: la puerta del infierno». John Debney «La Pasión de Cristo», «La isla de las cabezas cortadas». Alberto Iglesias «El jardinero fiel», «Cometas en el cielo», «Tinker Tailor Soldier Spy». |